# 横浜銀蝿
THE CRAZY RIDER 横浜銀蝿 ROLLING SPECIAL（ザ・クレイジー・ライダー よこはまぎんばえ ローリング・スペシャル）、は日本のロックンロールバンド。本来はこれが正式名称だが、メディアでは横浜銀蝿と省略されて呼称されている。

## 概要
ポンパドールの髪形にサングラス、ライダー革ジャン、白いドカン（ズボン）という独特の服装で登場。「ツッパリ」、「暴走族」といった当時の時代風潮に乗り1980年代前半に一気に若者の人気を獲得した。その独特な存在からデビュー以来、幅広いミュージシャン、バンドに影響を与えている。
「銀蝿一家」として弟分グループなども展開し、1983年の大晦日に「解散」したが1998年に活動再開し2020年現在も活動を続ける。楽曲としては、4人で演奏するシンプルなロックンロール、バラードなどから、笑いを誘うコミックソングまで幅広いものがある。

## メンバー
- 翔（しょう、本名：田宮 将吉、1958年6月8日 - ） - ヴォーカル&リズム・ギター

楽曲の多くに作詞・作曲で名を記す。ヴォーカリストでありサイド・ギタリスト。血液型B型。
- Johnny（ジョニー、本名：浅沼 正人、1958年5月9日 - ） - リード・ギター、ヴォーカル

血液型はO型。グループ所属中もソロでレコードリリースなどの活動をしていた。メンバーの中で一番人気があり、バレンタインデーにはトラック何台分もの大量のチョコレートが贈られ、本人はその事が不思議だったらしく、大量のチョコレートを見て「この国はどうなってるんだ？」と思ったと言う。解散後もソロ活動を継続した後、1988年にキングレコードに就職。中山美穂、的場浩司らをディレクターとして手掛け、2002年からは「ベルウッド・レコード」プロデューサー。1998年の再結成時には、復活第一弾アルバム『ぶっちぎりVII』のレコーディング及びCD・ライヴパンフレット用の写真撮影のみに参加し、ライヴは本業が多忙なために不参加、以降は横浜銀蝿関係の活動には参加しなかったが、2019年の「40th」でメンバーとして復帰。2007年1月まで、インディーズバンドを支援する「YOKOHAMA FACTORY」を展開した。2013年7月、キングレコード上席執行役員と兼務で関連会社のベルウッド・レコードの代表取締役社長に就任した。2020年からはベルウッド・レコードがグループ活動のマネジメントを行っている。
- TAKU（タク、本名：秋葉 卓志、1960年9月22日 - ） - ベース、ヴォーカル（コーラス）

中央大学杉並高等学校卒業。 血液型B型。作詞作曲編曲家として銀蝿一家の作品の他、中森明菜、三原順子をはじめ岩井小百合・おニャン子クラブ等のアイドルの作品も手がける。特に三原はTAKUの楽曲でオリコンベスト10入りをはたし第33回NHK紅白歌合戦（1982年）に出場、岩井は第14回日本歌謡大賞（1983年）の最優秀新人賞を受賞した。また、1990年に(株)日音に入社。原盤ディレクターとして、槇原敬之、島田歌穂、本田美奈子等を担当。日音制作部“秋葉プロジェクト”チーフプロデューサーとして最盛期にはオリコンチャートベスト20以内に同時に3曲を送り込んだ。銀蝿復活後2007年以降よりプロデューサー兼ベーシストとして、BRAIN WASH BAND、チェリーボーイズ等の昭和のロックンロールバンドを復活させている。
- 嵐（らん、本名：田宮 淑行、1955年4月15日 - 2022年7月4日） - ドラム、

最年長者である同バンドのリーダーで、ボーカル＆ギター、翔の実兄。高校時代、生徒達を縛りつけていた校則を変えるために生徒会長選挙に立候補し、生徒会長に当選して校則を変えた革命児。自ら横浜銀蠅を結成し、キャンディーズのランこと伊藤蘭のファンだったためこれをもじって「嵐」と名乗った。バンドのメンバーの中でただ一人だけ「リーダー・キャップ」をかぶっているため髪型をリーゼントにしておらず、それがあだとなって、無知な世間一般から「帽子をかぶってるドラマー」としてなめられがちであった。嵐を筆頭に横浜銀蠅のメンバーは全員、プライベートでも同じツッパリ・スタイル(ファッション)でとおした。(極端に言えば、電車に乗るときもライブをしているときと同じいでたちである)。横浜銀蠅ブームをつくった同バンドの代表曲『ツッパリ・ハイスクール・ロックンロール,登校編』等の作者でもあった同バンドの大黒柱。2001年の第19回参議院議員通常選挙に自由連合公認で比例代表区から立候補したが惜しくも落選した。2004年に脳梗塞となって開頭手術を受け体に後遺症が残った。以後、闘病的なリハビリ生活を送る。2006年6月9日の結成25周年記念コンサートに体の不自由をおして参加しデビュー曲『横須賀Baby』を演奏。その後もドラムをサポートメンバーに委ねながらもコーラスやボーカルでライブに参加した。体に障害を抱えながらも生涯現役を貫き、2022年7月4日、肺炎のため67歳で亡くなった。

### サポートメンバー
- Jack（ジャック） - ギター
- Atsushi（アツシ） - ドラム　父は「森田公一とトップギャラン」のドラマー、北村勝彦。

## 来歴
- 1979年9月21日 - 翔、Johnny、TAKU、嵐の4人でバンドを結成。「横浜銀蝿」という名称は、出入りしていた店舗のマスターから「お前らはいつも銀蝿みたいにうるさい」と言われたことから嵐が考案したと翔が述べている[8]。
- 1980年9月21日 - アルバム『ぶっちぎり』、シングル『横須賀Baby』の同時発売でデビュー。デビューに際し「デビューしてすぐに一番になれるもの」として「バンド名を日本一長くする」というアイデアの元、正式名称「THE CRAZY RIDER 横浜銀蝿 ROLLING SPECIAL」を決めた、と翔が述べている[8]。実際、表記が長いことから「T.C.R.横浜銀蝿R.S.」、あるいは単に「横浜銀蝿」「銀蝿」と略して表記されることもある。
- 「銀蝿一家」として、弟分グループ「紅麗威甦」（ぐりいす-杉本哲太らが在籍）、嶋大輔、矢吹薫、麗灑、妹分アイドルの岩井小百合らがデビュー。
- 1981年11月7日、東映系劇場でドキュメンタリー映画『ぶっちぎり横浜銀蠅』が公開される。
- 1983年7月23日、テレビドラマ『ザ・サスペンス・川崎探偵団』に出演。
- 1983年12月31日 - 解散。
- 1998年1月1日 - 「横浜銀蝿」として翔、TAKU、嵐の3人で再結成。
- 2002年 - 7月23日に「横浜銀蝿」解散。同日に「湘南銀蝿」結成。以降、同年9月22日に解散するまで翔、TAKU、嵐の3人もそれぞれ「シャーク」、「サンセット」、「ヤシの実」と名乗り夏季限定の音楽活動を行う。解散後の翌日から「THE CRAZY RIDER 横浜銀蝿 ROLLING SPECIAL RETURNS」の名称で活動再開した。
- 2006年6月9日「結成25周年記念コンサート」を横浜BLIZで行い再々始動。2010年にデビュー30周年を迎えた。
- 2010年9月21日のデビュー30周年記念では当初「武道館ライブ」を公言していたが横浜銀蝿の聖地でもある横浜教育会館の2DAYSとなった。
- オリジナルCDリリースが10年程止まっていて副業的な活動となっており。ライブも年10本程度にとどまっているが定期的に活動を続けている。
- 2018年11月、デビュー当時のディレクターである水橋春夫の「お別れの会」にて、Johnnyと翔が久々に顔を合わせたことがきっかけとなり[9]、2019年9月、Johnnyも加わった4人で「THE CRAZY RIDER 横浜銀蝿 ROLLING SPECIAL 40th」として、2020年にオリジナルメンバー全員で1年間限定の活動を行うことを発表した。
- 2020年08月7日、40thとしての活動を1年間延長することを発表。[10][11]
- 2021年12月31日、横浜銀蝿40thとしての活動を終了。
- 2022年、Johnnyを除いた3人にサポートメンバーを加えての『THE CRAZY RIDER 横浜銀蝿 ROLLING SPECIAL』としての活動を再開。

## 総理官邸へ
横浜銀蝿はかつて「覚せい剤撲滅キャンペーン」でイメージキャラクターを務め、当時の中曽根康弘総理に総理官邸に招かれたことがある。その際の事をマッド・アマノが「つっぱり内閣」とパロディー化した。

## ディスコグラフィ

### シングル
| #                                                | 発売日                                    | タイトル                                                     | B面 | 規格                                      | 規格品番                                  |
| キングレコード / Crazyrider 横浜銀蝿 名義        | キングレコード / Crazyrider 横浜銀蝿 名義 | キングレコード / Crazyrider 横浜銀蝿 名義                    | キングレコード / Crazyrider 横浜銀蝿 名義                                                                | キングレコード / Crazyrider 横浜銀蝿 名義 | キングレコード / Crazyrider 横浜銀蝿 名義 |
| ------------------------------------------------ | ----------------------------------------- | ------------------------------------------------------------ | --- | ----------------------------------------- | ----------------------------------------- |
| 1st                                              | 1980年9月21日                             | 横須賀Baby                                                   | ぶっちぎり Rock'n Roll                                                                                   | EP                                        | K07S-36                                   |
| 2nd                                              | 1981年1月12日                             | ツッパリHigh School Rock'n Roll (登校編)                     | I Love 横浜                                                                                              | EP                                        | K07S-137                                  |
| 3rd                                              | 1981年6月23日                             | 羯徒毘璐薫'狼琉                                              | D.J.Rock'n Roll-2                                                                                        | EP                                        | K07S-187                                  |
| キングレコード / Crazyrider 横浜銀蝿+嶋大輔 名義 |                                           |                                                              | |                                           |                                           |
| 4th                                              | 1981年10月7日                             | ツッパリHigh School Rock'n Roll (試験編)                     | 夕立ちRock'n Roll                                                                                        | EP                                        | K07S-217                                  |
| キングレコード / Crazyrider 横浜銀蝿 名義        |                                           |                                                              | |                                           |                                           |
| 5th                                              | 1982年2月24日                             | お前サラサラサーファー・ガールおいらテカテカロックンローラー | It's only Rock'n Roll集会のテーマ (のれのれRock'n Roll)                                                  | EP                                        | K07S-260                                  |
| 6th                                              | 1982年10月19日                            | あせかきベソかきRock'n Roll run                              | 夜に抱かれてHighway騎士 尻取りRock'n Roll III                                                            | EP                                        | K07S-334                                  |
| 7th                                              | 1983年7月27日                             | おまえにピタッ!                                              | 土曜の夜だぜ!!                                                                                           | EP                                        | K07S-417                                  |
| 8th                                              | 1983年12月5日                             | 哀愁のワインディングロード                                   | スイート リトル キッス                                                                                   | EP                                        | K07S-504                                  |
| ビクターエンタテインメント 横浜銀蝿 名義         |                                           |                                                              | |                                           |                                           |
| 9th                                              | 1998年1月1日                              | RUNNING DOG                                                  | ツッパリ High-School Rock'n Roll[復活編]                                                                 | 8cmCD                                     | VIDL-30164                                |
| シルバーレコード 横浜銀蝿 名義                   |                                           |                                                              | |                                           |                                           |
| 10th                                             | 2000年4月21日                             | 成りあがり                                                   | Little Sweet Devil 夏のフィルム STAY WITH ME 俺たちのグラフィティードリーム                              | Maxi                                      | SJCA-5001                                 |
| 11th                                             | 2000年7月20日                             | Forever                                                      | V.I.P KING OF ROCK'N ROLL 親父                                                                           | Maxi                                      | SJCA-5003                                 |
| 12th                                             | 2002年1月19日                             | 平成自動車SHOW歌                                             | Never Give Up! (MARK II) 男の勲章2002 ジェームスディーンのように2002 輪唱Rock'n Roll 象さんの唄 (熱唱編) | Maxi                                      | SJCA-5012                                 |
| 13th                                             | 2002年7月20日                             | 渚のC.C.C.                                                   | PIONEER-MOSS I call your name 湘南シャイニングラブ 無口でゴ・メ・ン                                      | Maxi                                      | SJCA-5014                                 |
| 14th                                             | 2002年9月21日                             | 港のヨーコ・ヨコハマ・ヨコスカ                               | スモーキン・ブギ トラック・ドライヴィング・ブギ 愛しのティナ                                             | Maxi                                      | SJCA-5019                                 |
| キングレコード 横浜銀蝿40th 名義                 |                                           |                                                              | |                                           |                                           |
| 15th                                             | 2020年9月24日                             | 昭和火の玉ボーイ                                             | ツッパリ High School Rock'n Roll (在宅自粛編)                                                            | Maxi                                      | KICM-2064                                 |
| 15th                                             | 2020年9月24日                             | 昭和火の玉ボーイ                                             | ツッパリ High School Rock'n Roll (在宅自粛編)                                                            | Maxi                                      | NMAX-1359 (翔盤【KING e-SHOP限定】)       |
| 15th                                             | 2020年9月24日                             | 昭和火の玉ボーイ                                             | ツッパリ High School Rock'n Roll (在宅自粛編)                                                            | Maxi                                      | NMAX-1360 (Johnny盤【KING e-SHOP限定】)   |
| 15th                                             | 2020年9月24日                             | 昭和火の玉ボーイ                                             | ツッパリ High School Rock'n Roll (在宅自粛編)                                                            | Maxi                                      | NMAX-1361 (TAKU盤【KING e-SHOP限定】)     |
| 15th                                             | 2020年9月24日                             | 昭和火の玉ボーイ                                             | ツッパリ High School Rock'n Roll (在宅自粛編)                                                            | Maxi                                      | NMAX-1362 (嵐盤【KING e-SHOP限定】)       |
| 16th                                             | 2021年3月17日                             | 逢いたくて 逢いたい                                          | | 音楽配信                                  |                                           |

### アルバム

#### オリジナルアルバム
| #                                         | 発売日                                    | タイトル                                  | 規格                                      | 規格品番                                  | 備考 |
| キングレコード / Crazyrider 横浜銀蝿 名義 | キングレコード / Crazyrider 横浜銀蝿 名義 | キングレコード / Crazyrider 横浜銀蝿 名義 | キングレコード / Crazyrider 横浜銀蝿 名義 | キングレコード / Crazyrider 横浜銀蝿 名義 | キングレコード / Crazyrider 横浜銀蝿 名義 |
| ----------------------------------------- | ----------------------------------------- | ----------------------------------------- | ----------------------------------------- | ----------------------------------------- | --- |
| 1st                                       | 1980年9月21日                             | ぶっちぎり                                | LP                                        | K28A-27                                   | デビューシングル「横須賀Baby」と同時リリースされた1stアルバム。 バイクのエンジン音（排気音）から始まるオープニングの「ぶっちぎりRock'n Roll」はシングル「横須賀Baby」カップリング曲。 「そこのけRock'n Roll」（TAKUがヴォーカル）や、「尻取りRock'n Roll」など演奏時間が極端に短い（1分未満）ものもあり、全11曲の合計時間が30分に満たない。ピアノが少々聞こえるのみで基本的には4パートによるシンプルな演奏だが、いわゆる「ロックンロール」色を前面に出すためか、ベースの録音が大きいのが本作に限らず彼らの特徴である。 SIDE-A 1. ぶっちぎりRock'n Roll 2. そこのけRock'n Roll 3. いかしたDance Tonight 4. I say最高Rock'n Roll 5. バイバイOld Rock'n Roll Side-B 1. お前に会いたい 2. Happy Birthday 3. Take it easy 4. 尻取りRock'n Roll 5. INSTANT GENTLEMAN 6. 潮のかほり |
| 2nd                                       | 1981年1月12日                             | ぶっちぎりII                              | LP                                        | K28A-220                                  | セカンドシングル「ツッパリHigh School Rock'n Roll (登校編)」と同時発売。 シングルと共にアルバムもヒット、オリコンのアルバムレコード売上で1位を獲得した。 彼らのシングルA面の多くはアルバムに収録されていない中で唯一「お前サラサラサーファー・ガールおいらテカテカロックンローラー」（1982年2月24日発売）のみが本アルバムに収録されている（シングルと別アレンジ）。但し、唯一のちにシングルカットになった楽曲で、シングルのA面をアルバムに入れないことを公言していた彼らにとって極めて異例のことである。 「DJ Rock'n Roll」は演奏時間6分以上の長い曲。といっても曲とは言えず題名のとおり4人のDJを収録したもの。 SIDE-A 1. だからいつものRock’n Roll 2. ヒップフリフリRock’n Roll 3. 壱から拾までRock’n Roll 4. JohnnyはRockがお好き 5. D.J. Rock'n Roll SIDE-B 1. お前サラサラサーファー･ガール おいらテカテカロックン･ローラー 2. お前にお手上げ 3. I LOVE 横浜 4. 盗まれた魔法のランプ 5. 気ままなOne Way Night |
| 3rd                                       | 1981年7月7日                              | 仏恥義理蹉䵷怒                            | LP                                        | K28A-177                                  | 「♀大好きRock'n Roll」、「ビニボンRock'n Roll」、「なぞなぞRock'n Roll」といったコミックソングが目立つが、正統派ロックンロールの「ゆれてゆられてLonely night」や、「ゆくさきゃ横浜」、「雨の湘南通り」など哀愁を誘う曲もある。 TAKUの作による曲は本アルバム以外にもあるが、「Drive OnシャカリキカリキのRock'n Roll is大好き」はTAKUのボーカルである。 本作あたりから、Johnny、TAKUも作詞・作曲に名を連ねることが多くなってきている。 SIDE-A 1. 翔んでるセブンティーン (ツッパリHigh School Rock’n Roll 女子校編) 2. ゆれてゆられてLonely Night 3. ♀大好きRock’n Roll 4. ビニボンRock’n Roll 5. ハイティーン・ブギ 6. Drive OnシャカリキカリキのRock’n Roll Is 大好き！ SIDE-B 1. ゆくさきゃ横浜 2. 愛しのSea Gull 3. Party Night 4. なぞなぞRock’n Roll 5. Baby Sue 6. 雨の湘南通り |
| 4th                                       | 1982年2月24日                             | ぶっちぎりとっぷ                          | LP                                        | K28A-234                                  | シングル「お前サラサラサーファー・ガールおいらテカテカロックンローラー」と同時発売。 「銀ばるRock'n Roll」が収録されているが、初期の頃のロックンロール色が段々と少なくなりつつある頃の作品。 「純なお前にRock'n Roll」はJohnnyがアルバム中で初めてメインボーカルを務めた曲。またアルバム収録初のインストゥルメンタルである「渚のサーフロード」などが収録されている。 SIDE-A 1. 気分はスーパースター 2. ビリーのRock’n Roll 3. ブギウギ Let’s ブギー 4. 渚のサーフロード 5. うわさのあの娘はマブちゃん＃ SIDE-B 1. 銀ばるRock’n Roll 2. 人生をかたるには 3. 赤富士Rock’n Roll 4. 純なお前にRock’n Roll 5. 狂走街道 |
| 5th                                       | 1983年8月19日                             | ぶっちぎりV                               | LP                                        | K28A-417                                  | バンドとして最後のオリジナルアルバム。 本アルバムでは嵐、Johnny、TAKUの3人がメインボーカルを務めた曲がそれぞれ一曲ずつ収録されている。メンバー4人全てがメインボーカルを務めたアルバムはこれが初めて。 前作よりもさらにロックンロール色が薄くなり、様々なタイプの歌謡曲の集合である。 SIDE-A 1. ツッパリ発→エリート行き 2. Rock'n Roll ラブレター 3. 土曜の夜だぜ!! 4. 可愛さあまって 好きさ100倍 5. とばしてRock’n Roll Way SIDE-B 1. ハート ピカピカ ロンリーガール 2. 愛する人へ 3. 半拍ズレてる お前に夢中 4. 真夜中シェイキング ダンス 5. 俺のNAGISA |
| 6th                                       | 1983年12月5日                             | ぶっちぎりR                               | LP                                        | K28A-458                                  | 解散まで一ヶ月を切ったタイミングでリリースされたアルバム。 これまでのアルバムタイトルが自動車のトランスミッションにおける1速、2速、3速、4速、5速までを表しているのに続いて「R（リバース）：後進」をタイトルにしている。 横浜銀蝿のメンバーが作詞・作曲し、銀蝿一家のグループ（横山みゆきやアキ&イサオは正式には銀蝿一家ではないが）に提供している曲を、翔のDJにより紹介してゆく形式のアルバム。 |
| ビクターエンタテインメント 横浜銀蝿 名義  |                                           |                                           |                                           |                                           | |
| 7th                                       | 1998年1月21日                             | ぶっちぎりVII                             | CD                                        | VICL-60171                                | |
| シルバーレコード 横浜銀蝿 名義            |                                           |                                           |                                           |                                           | |
| 8th                                       | 2001年11月21日                            | ぶっちぎり八                              | CD                                        | SJCA-13                                   | |
| キングレコード 横浜銀蝿40th 名義          |                                           |                                           |                                           |                                           | |
| 9th                                       | 2020年2月19日                             | ぶっちぎりアゲイン                        | CD+DVD (璐薫'狼琉盤)                      | KICS-93887/8                              | |
| 9th                                       | 2020年2月19日                             | ぶっちぎりアゲイン                        | CD (夜露死苦盤)                           | KICS-3887/8                               | |
| 10th                                      | 2021年9月8日                              | ぶっちぎり249                             | CD+DVD (初回限定盤)                       | KICS-93959                                | 当初は2021年3月17日に発売予定だったが、コロナウイルスによる緊急事態宣言を受け、アルバム制作が思い通りに進まないことから、発売日を2021年9月8日に延期となった。 |
| 10th                                      | 2021年9月8日                              | ぶっちぎり249                             | CD (通常盤)                               | KICS-3959                                 | 当初は2021年3月17日に発売予定だったが、コロナウイルスによる緊急事態宣言を受け、アルバム制作が思い通りに進まないことから、発売日を2021年9月8日に延期となった。 |
| 10th                                      | 2021年9月8日                              | ぶっちぎり249                             | CD+DVD+フィギュア (KING e-SHOP限定)       |                                           | 当初は2021年3月17日に発売予定だったが、コロナウイルスによる緊急事態宣言を受け、アルバム制作が思い通りに進まないことから、発売日を2021年9月8日に延期となった。 |

#### ベストアルバム
| #                                         | 発売日                                    | タイトル                                                                      | 規格                                      | 規格品番                                  |
| キングレコード / Crazyrider 横浜銀蝿 名義 | キングレコード / Crazyrider 横浜銀蝿 名義 | キングレコード / Crazyrider 横浜銀蝿 名義                                     | キングレコード / Crazyrider 横浜銀蝿 名義 | キングレコード / Crazyrider 横浜銀蝿 名義 |
| ----------------------------------------- | ----------------------------------------- | ----------------------------------------------------------------------------- | ----------------------------------------- | ----------------------------------------- |
| 1st                                       | 1982年12月21日                            | ぶっちぎりベストコレクション                                                  | LP                                        | K28A-359                                  |
| 2nd                                       | 1983年12月21日                            | ぶっちぎりベストコレクション Vol.2                                            | LP                                        | K28A-4786                                 |
| 3rd                                       | 1990年5月21日                             | ORIGINAL1                                                                     | CD                                        | KICS-21/2                                 |
| 4th                                       | 1990年5月21日                             | ORIGINAL2                                                                     | CD                                        | KICS-23/4                                 |
| 5th                                       | 1990年5月21日                             | ORIGINAL3                                                                     | CD                                        | KICS-51/2                                 |
| 6th                                       | 1990年5月21日                             | ORIGINAL4                                                                     | CD                                        | KICS-53/4                                 |
| 7th                                       | 1991年1月1日                              | ORIGINAL5                                                                     | CD                                        | KICS-77/8                                 |
| 8th                                       | 1994年11月23日                            | シングルス1                                                                   | CD                                        | KICS-459                                  |
| 9th                                       | 1994年11月23日                            | シングルス2                                                                   | CD                                        | KICS-460                                  |
| 10th                                      | 1998年1月21日                             | 完全復刻盤 スーパースペシャル 上                                              | CD                                        | KICS-661/2                                |
| 11th                                      | 1998年1月21日                             | 完全復刻盤 スーパースペシャル 下                                              | CD                                        | KICS-663/4                                |
| 12th                                      | 1999年7月23日                             | スペシャルメモリーズ                                                          | CD                                        | KICS-735/6                                |
| 13th                                      | 1999年12月23日                            | 全曲集                                                                        | CD                                        | KICX-2569                                 |
| シルバーレコード 横浜銀蝿 名義            |                                           |                                                                               |                                           |                                           |
| 14th                                      | 2000年4月21日                             | ぶっちぎり総集編 壱                                                           | CD                                        | SJCA-1                                    |
| 15th                                      | 2000年6月21日                             | ぶっちぎり総集編 弐                                                           | CD                                        | SJCA-3                                    |
| 16th                                      | 2005年5月18日                             | ぶっちぎりBEST!! Vol.1〜シングルセレクション                                  | CD                                        | SJCA-18                                   |
| 17th                                      | 2005年5月18日                             | ぶっちぎりBEST!! Vol.2〜横浜銀蝿 / 2セレクション                              | CD                                        | SJCA-19                                   |
| 18th                                      | 2005年5月18日                             | ぶっちぎりBEST!! Vol.3〜ぶっちぎりセレクション                                | CD                                        | SJCA-20                                   |
| キングレコード 横浜銀蝿 名義              |                                           |                                                                               |                                           |                                           |
| 19th                                      | 2008年9月10日                             | T.C.R.横浜銀蝿R.S. 全曲集 2009                                                | CD                                        | KICX-3641                                 |
| 20th                                      | 2009年9月9日                              | T.C.R.横浜銀蝿R.S. 全曲集 2010                                                | CD                                        | KICX-3740                                 |
| 21st                                      | 2010年9月8日                              | T.C.R.横浜銀蝿R.S. 全曲集 2011                                                | CD                                        | KICX-3880                                 |
| 22nd                                      | 2011年9月7日                              | T.C.R.横浜銀蝿R.S. 全曲集 2012                                                | CD                                        | KICX-4000                                 |
| 23rd                                      | 2012年10月10日                            | T.C.R.横浜銀蝿R.S. 全曲集 2013                                                | CD                                        | KICX-4149                                 |
| 24th                                      | 2013年10月9日                             | T.C.R.横浜銀蝿R.S. 全曲集 2014                                                | CD                                        | KICX-4242                                 |
| 25th                                      | 2014年10月8日                             | T.C.R.横浜銀蝿R.S. 全曲集 2015                                                | CD                                        | KICX-4376                                 |
| SOLID RECORDS 横浜銀蝿 名義               |                                           |                                                                               |                                           |                                           |
| 26th                                      | 2015年9月21日                             | 横浜銀蝿35周年&リーダー嵐還暦記念アルバム ぶっちぎり35 〜オールタイム・ベスト | CD                                        | CDSOL-1674                                |
| キングレコード 横浜銀蝿 名義              |                                           |                                                                               |                                           |                                           |
| 27th                                      | 2015年10月7日                             | T.C.R.横浜銀蝿R.S. 全曲集 2016                                                | CD                                        | KICX-4538                                 |
| 28th                                      | 2016年10月5日                             | T.C.R.横浜銀蝿R.S. 全曲集 2017                                                | CD                                        | KICX-4679                                 |
| 29th                                      | 2017年10月11日                            | T.C.R.横浜銀蝿R.S. 全曲集 2018                                                | CD                                        | KICX-4802                                 |
| 30th                                      | 2018年10月10日                            | T.C.R.横浜銀蝿R.S. 全曲集 2019                                                | CD                                        | KICX-4981                                 |
| 31st                                      | 2019年10月9日                             | T.C.R.横浜銀蝿R.S. 全曲集 2020                                                | CD                                        | KICX-5105                                 |
| 32nd                                      | 2020年10月7日                             | T.C.R.横浜銀蝿R.S. 全曲集 2021                                                | CD                                        | KICX-5250                                 |
| 33rd                                      | 2021年10月6日                             | T.C.R.横浜銀蝿R.S. 全曲集 2022                                                | CD                                        | KICX-5406                                 |
| 34th                                      | 2022年10月5日                             | T.C.R.横浜銀蝿R.S. 全曲集 ~ツッパリHigh School Rock'n Roll~                   | CD                                        | KICX-5571                                 |

#### ライブアルバム
| #                                                           | 発売日                                    | タイトル                                   | 規格                                      | 規格品番                                  |
| キングレコード / Crazyrider 横浜銀蝿 名義                   | キングレコード / Crazyrider 横浜銀蝿 名義 | キングレコード / Crazyrider 横浜銀蝿 名義  | キングレコード / Crazyrider 横浜銀蝿 名義 | キングレコード / Crazyrider 横浜銀蝿 名義 |
| ----------------------------------------------------------- | ----------------------------------------- | ------------------------------------------ | ----------------------------------------- | ----------------------------------------- |
| 1st                                                         | 1981年11月5日                             | 「ぶっちぎり」オリジナルサウンドトラック盤 | LP                                        | K28A-220                                  |
| キングレコード / 嵐RECORDS 銀蝿一家 名義                    |                                           |                                            |                                           |                                           |
| 2nd                                                         | 1983年12月15日                            | 銀蝿一家祭 LIVE 1983                       | LP                                        | K28A-220                                  |
| キングレコード 横浜銀蝿 名義                                |                                           |                                            |                                           |                                           |
| 3rd                                                         | 1984年2月24日                             | 散る。ぶっちぎりFINAL COUNT 10             | LP                                        | K20A-492/3                                |
| 4th                                                         | 1994年11月23日                            | 熱狂!千葉ライブ1                           | CD                                        | KICS-457                                  |
| 5th                                                         | 1994年11月23日                            | 熱狂!千葉ライブ2                           | CD                                        | KICS-458                                  |
| ROCK'N ROLL RECORDS(RAIN RECORD/CONNY RECORD) 横浜銀蝿 名義 |                                           |                                            |                                           |                                           |
| 6th                                                         | 2011年3月25日                             | 仏恥義理 前夜祭 -横浜銀蝿30周年記念ライブ- | CD                                        | RRRC-006                                  |

#### その他アルバム
| 発売日           | タイトル                                         | 規格           | 規格品番       |
| キングレコード   | キングレコード                                   | キングレコード | キングレコード |
| ---------------- | ------------------------------------------------ | -------------- | -------------- |
| 1984年11月21日   | Johnny vs 横浜銀蝿                               | LP             | K25A-606       |
| 翔群             |                                                  |                |                |
| 1999年10月       | ぶっちぎり おっ!宝盤                             | CD             | RAN-001        |
| シルバーレコード |                                                  |                |                |
| 2000年9月21日    | ぶっちぎり"It's only KARAOKE 集会                | CD             | SJCA-5/8       |
| 2003年4月23日    | ぶっちぎり鹿馬〜リーゼントロックンロール大全集〜 | CD             | SJCA-14        |

### 映像作品
| #  | タイトル                                                                        | 発売日         | レーベル                     | 規格 | 規格品番   |
| -- | ------------------------------------------------------------------------------- | -------------- | ---------------------------- | ---- | ---------- |
| 1  | 東映ドキュメント映画『ぶっちぎり横浜銀蠅』                                      | 1983年         |                              |      |            |
| 2  | 銀ばるっきゃない                                                                | 1983年         |                              |      |            |
| 2  | 銀ばるっきゃない                                                                | 1994年2月1日   | 日本コロムビア               | VHS  | COVA-4323  |
| 3  | 散る。ぶっちぎり FINAL COUNT 10                                                 | 1984年         |                              |      |            |
| 3  | 散る。ぶっちぎり FINAL COUNT 10                                                 | 1990年9月21日  | キングレコード               | LD   | KILM-5     |
| 3  | 散る。ぶっちぎり FINAL COUNT 10                                                 | 1995年10月25日 | キングレコード               | VHS  | KIVM-90    |
| 4  | 銀蝿一家祭                                                                      | 1984年         | キングレコード               | VHS  | K98V-5     |
| 5  | ぶっちぎり~生誕編~                                                              | 1993年10月21日 | キングレコード               | VHS  | KIVM-52    |
| 6  | ぶっちぎり~燃焼(前篇)~                                                          | 1993年11月26日 | キングレコード               | VHS  | KIVM-53    |
| 6  | ぶっちぎり~燃焼(前篇)~                                                          | 1993年11月26日 | キングレコード               | LD   | KILM-25    |
| 7  | ぶっちぎり~燃焼(後篇)~                                                          | 1993年11月26日 | キングレコード               | VHS  | KIVM-54    |
| 7  | ぶっちぎり~燃焼(後篇)~                                                          | 1993年11月26日 | キングレコード               | LD   | KILM-26    |
| 8  | ぶっちぎり~完全燃焼篇~                                                          | 1993年11月26日 | キングレコード               | VHS  | KIVM-55    |
| 9  | Evolution Tour'98                                                               | 1998年         | オフィスワイケー             | VHS  | VC-0900    |
| 10 | Evolution Tour Vol.1                                                            | 2006年5月10日  | ジャパントータルプランニング | DVD  | JTPD-6001  |
| 11 | ぶっちぎりコレクション（通常盤）                                                | 2006年10月13日 | JVD                          | DVD  | JVDD-1278  |
| 11 | ぶっちぎりコレクション（初回盤）                                                | 2006年10月13日 | JVD                          | DVD  | JVDD-1278S |
| 12 | ロックンロールカーニバル 2005~2006                                              | 2006年12月15日 | CONNY RECORDS                | DVD  | CRDV-003   |
| 13 | ロックンロールカーニバル -川崎直撃2006-                                         | 2007年11月30日 | CONNY RECORDS                | DVD  | CRDV-005   |
| 14 | THE CRAZY RIDER 横浜銀蝿 ROLLING SPECIAL RETURNS ~ぶっちぎりロックンロール集会~ | 2008年10月15日 | ROCK'N ROLL RECORDS          | DVD  | RRRD-0001  |
| 15 | 横浜銀蝿 30周年記念ライブ仏恥義理 前夜祭 ~映像編~                               | 2011年8月10日  | ROCK'N ROLL RECORDS          | DVD  | RRRD-003   |

### BOXセット
| #                                         | 発売日                                    | タイトル                                  | 規格                                      | 規格品番                                  |
| キングレコード / Crazyrider 横浜銀蝿 名義 | キングレコード / Crazyrider 横浜銀蝿 名義 | キングレコード / Crazyrider 横浜銀蝿 名義 | キングレコード / Crazyrider 横浜銀蝿 名義 | キングレコード / Crazyrider 横浜銀蝿 名義 |
| ----------------------------------------- | ----------------------------------------- | ----------------------------------------- | ----------------------------------------- | ----------------------------------------- |
| 1st                                       | 2003年3月5日                              | T.C.R.横浜銀蝿R.Sコンプリートボックス 完  | CD+DVD                                    | KICS-1001/10                              |

### タイアップ一覧
| 曲名                             | タイアップ                                                                          | 収録作品                                             |
| -------------------------------- | ----------------------------------------------------------------------------------- | ---------------------------------------------------- |
| 横須賀Baby                       | 東映映画『横浜銀蝿 ぶっちぎり』主題歌                                               | シングル「横須賀Baby」                               |
| 夕立Rock'n Roll                  | 松竹映画『北斎漫画』イメージソング                                                  | シングル「ツッパリHigh School Rock'n Roll (試験編)」 |
| おまえにピタッ!                  | カネボウ化粧品「パウダーチェンジピタッ!」イメージソング                             | シングル「おまえにピタッ!」                          |
| 土曜の夜だぜ!!                   | TBS系ドラマ『ザ・サスペンス』"川崎探偵団"挿入歌                                     | シングル「おまえにピタッ!」                          |
| RUNNING DOG                      | フジテレビ『めちゃ×2イケてるッ!』エンディングテーマ                                 | シングル「RUNNING DOG」                              |
| Again                            | TBS系『ひるおび!』2020年3月度エンディングテーマ                                     | アルバム『ぶっちぎりアゲイン』                       |
| 1980HERO                         | テレビ東京系『じっくり聞いタロウ〜スター近況㊙報告〜』2020年3月度エンディングテーマ | アルバム『ぶっちぎりアゲイン』                       |
| 昭和火の玉ボーイ                 | テレビ埼玉『情報番組 マチコミ』2020年10月度エンディングテーマ                       | シングル「昭和火の玉ボーイ」                         |
| Yokohama IKEOJI Rock’n Roll Band | テレビ神奈川（tvk）『関内デビル』2023年11月度エンディングテーマ                     | アルバム「ぶっちぎりⅪ Vintage3」                     |

### 楽曲提供
- 西城秀樹
  - セクシーガール（1981年6月21日） - 作詞／作曲：横浜銀蝿／編曲：若草恵
  - ミッドナイト・ストリート（1981年7月5日）ポップンガール・ヒデキ（SIDE A2） - 作詞／作曲：横浜銀蝿／編曲：若草恵
- とんねるず
  - ピョン吉・ロックンロール（1981年8月25日） - 作詞／作曲：横浜銀蝿／編曲：小六禮次郎
  - おれたちピョン吉バンド（1981年10月） - 作詞／作曲：横浜銀蝿／編曲：小六禮次郎
- 紅麗威甦
  - しりとりRock'n Roll（お弁当のおかず編）(1982年1月20日） - 作詞／作曲／編曲：横浜銀蝿
- 三原順子
  - だって・フォーリンラブ・突然（1982年5月21日） - 作詞：横浜銀蝿・山田麗子／作曲：TAKU／編曲：中島正雄
  - ほ・ど・ほ・どマイダーリン（1982年5月21日） - 作詞：横浜銀蝿／作曲：TAKU／編曲：中島正雄
- 麗灑
  - 小噺Rock'n Roll（1982年10月） - 作詞／作曲／編曲：横浜銀蝿
- 中森明菜
  - わくらば色の風（ラヴ・ソング）（1983年8月10日） - 作詞／作曲：TAKU／編曲：横浜銀蝿・萩田光雄

### タイピングソフト
- タイピング 横浜銀蝿 仏恥義理（2001年2月22日、ホロン）

### 他アーティストによるカバー
- ぶっちぎりRock'n Roll

紅麗威甦がアルバム『ヨ・ロ・シ・ク壱』の中でカバー。（1982年1月20日）
嶋大輔がシングル「男の勲章」のカップリング曲としてカバー。（1982年4月28日）
麗灑がアルバム『薫婬蝿いち』の中でカバー。（1982年）
石橋貴明がとんねるずのみなさんのおかげですの「タカ子姉さんのメリケンキッズ」のコーナーでラストに歌った。
- Happy Birthday

横山みゆきがアルバム『セカンド』の中でカバー。（1980年）
嶋大輔がアルバム『大輔命II』の中でカバー。（1982年11月）
- 尻取りRock'n Roll

小泉今日子がアルバム『ナツメロ』の中でカバー。（1988年12月17日）
安田成美がトヨタ「シエンタ」のCMで歌った。（2008年1月）
ひまわりキッズがアルバム『こどもと歌いたい! ファミリーヒットソング』の中でカバー。（2008年6月25日）
神崎ゆう子がアルバム『ベスト・セレクション こどものうた〜ラクダになるぞ/しりとりロックンロール〜』の中でカバー。（2008年9月10日）
HI-PRIXがダウンロードシングルとしてカバー。（2008年11月26日）
田村有実子としりとり隊がアルバム『こどものうた うたって!おどって!わらっちゃおう!』の中でカバー。（2009年1月21日）
ザ50回転ズがシングルとしてカバー（2008年12月3日）する予定だったが発売中止になった。
- ツッパリHigh School Rock'n Roll 登校編

ツッパリHigh School Rock'n Roll (登校編)#カバーを参照。
- その他にも銀蝿一家によって多数カバーされている。

## コンサート
| 10月25日 | 横浜市教育会館   | 初コンサート |
| 10月26日 | 姫路市民会館     |              |
| 12月8日  | 名古屋雲竜ホール |              |
| 12月22日 | 久留米市体育館   |              |

| 1月15日  | 横浜市教育会館       |                                  |
| 2月10日  | 山形市民大ホール     |                                  |
| 2月24日  | 仙台市民ホール       |                                  |
| 3月7日   | 横浜市教育会館       |                                  |
| 3月8日   | 横浜市教育会館       |                                  |
| 3月14日  | 姫路市民会館         |                                  |
| 4月10日  | 静岡県民文化会館     |                                  |
| 4月12日  | 愛知勤労会館         |                                  |
| 4月26日  | 金沢観光会館         |                                  |
| 4月28日  | 富山県民会館         |                                  |
| 4月30日  | 函館市民会館         |                                  |
| 5月1日   | 札幌市民会館         |                                  |
| 4月12日  | 愛知勤労会館         |                                  |
| 5月23日  | 横浜市教育会館       |                                  |
| 5月28日  | 大宮市民会館         |                                  |
| 6月22日  | 名古屋市公会堂       |                                  |
| 7月22日  | 名古屋市公会堂       |                                  |
| 7月26日  | 西武球場             |                                  |
| 7月28日  | 上越文化会館         |                                  |
| 8月5日   | 和歌山市民会館       |                                  |
| 8月8日   | 金沢観光会館         |                                  |
| 8月12日  | 釧路市文化会館       |                                  |
| 8月13日  | 旭川市民会館         |                                  |
| 8月15日  | 滝川文化会館センター |                                  |
| 8月16日  | 室蘭文化センター     |                                  |
| 8月17日  | 札幌市民会館         |                                  |
| 8月18日  | 秋田県民会館         |                                  |
| 8月19日  | 岩手県民会館         |                                  |
| 8月21日  | 徳島文化センター     |                                  |
| 8月22日  | 高知県民文化ホール   |                                  |
| 8月25日  | 宮城県民会館         |                                  |
| 8月27日  | 石巻市民会館         |                                  |
| 8月28日  | 山形県民会館         |                                  |
| 9月1日   | 京都会館第一ホール   |                                  |
| 9月7日   | 日本武道館           |                                  |
| 11月24日 | 茨城県民文化センター |                                  |
| 12月12日 | 福岡市民会館         |                                  |
| 12月13日 | 佐賀市民会館         |                                  |
| 12月14日 | 佐世保市民会館       |                                  |
| 12月15日 | 唐津市文化会館       |                                  |
| 12月19日 | 八王子市民会館       |                                  |
| 12月21日 | 名古屋厚生年金ホール | プチセブンチャリティーコンサート |

## 出版物

### 著書
- おちこぼれ宣言（1981年、立風書房）
- ツッパリ激論集　全開バリバリ（1981年、小学館）
- あ・ば・よ　お前らみんなマブかった（1983年、集英社）
- ぶっちぎり　最終章 - 横浜銀蝿40th（2020年、講談社）[15]

### 写真集
- ぶっちぎり（1981年、シンコー・ミュージック）
- 銀蝿一家写真集　銀ばる（1982年、小学館）
- 横浜銀蝿解散写真集　完全燃焼 （1983年、小学館）
- 横浜銀蝿　仏恥義理 RedZone（2011年、三栄書房）

### バンドスコア
- ぶっちぎり（1981年、音春）
- ぶっちぎりII（1981年）
- 仏恥義理蹉あ怒（1981年、音楽春秋）

### 関連書籍
- ツッパルなら勝て!　わたしはこうして横浜銀蝿一家を育てた　大坂英之著（1983年、ゴマ書房）

## 出演

### 映画
- ぶっちぎり横浜銀蠅（1981年、ユタカプロダクション、東映）
- 白蛇抄（1983年、東映）
- 商店街な人（2010年、ワップフィルム、監督：高橋和勧）

### ドラマ
- 茜さんのお弁当（1981年10月21日 - 12月30日、TBS） - ロックバンド「紅麗威甦」 役
- ザ・サスペンス #67「川崎探偵団」（1983年7月23日、TBS）
- 池中玄太80キロ 第2シリーズ 第17話「恋はローリング・16才」（1981年7月25日、日本テレビ）

### 音楽番組
- 夜のヒットスタジオ
- ザ・ベストテン
- ザ・トップテン
- 第24回日本レコード大賞
- ザ・ベストヒット'83

他多数

### ラジオ
- 午後のロータリー（1981年4月11日、NHKラジオ）
- オールナイトニッポン（1981年4月25日、ニッポン放送）
- 夜はともだち内 横浜銀蝿只今参上（1981年、TBSラジオ）
- MBSミュージックマガジン（1981年10月 - 1982年3月、MBSラジオ）
- Y-Y-Y（2006年10月7日・2009年3月28日、FMヨコハマ）
- 武内陶子のごごカフェ（2020年4月24日、NHKラジオ、翔・Johnnyのみの出演）[16]

### バラエティ番組
- 高見沢俊彦の美味しい音楽 美しいメシ（2024年3月8日、BS朝日）[17]

## 銀蝿一家

### ソロ
- 嶋大輔
- 麗灑 （りさ。元・演歌歌手）
- 岩井小百合
- 矢吹薫
- 森一馬
- ROSEY ROLLY （1984年にRVCより『Tsuppari High School Rock'n Roll U.S.A.』を発売）
- ユタカ （1984年にフィリップス・レコードより『今日もいのこりR&R』を発売）

### バンド
- 紅麗威甦 （グリース） - 杉本哲太、桃太郎、Mitz（ミッツ）、Leer（リー）
- アキ&イサオ
- BLACK SATAN （ブラックサタン）
紅麗威甦の杉本哲太の脱退により、ギターの麻生仁、ドラムの田口オサム、が加入した5人組のロックバンド。2005年に新ボーカル・森一馬を迎えて新生BLACK SATANが活動を再開。解散から18年ぶりにワンマンライブを「赤坂MOVE」、「L@N Akasaka」で行い、2006年4月5日に約20年ぶりにライブアルバムを、株式会社エクスプロージョンエンタテインメントよりリリース。「BLACK LABEL」を立ち上げる。ブラックサタンオフィシャルサイト
- WALTHER
- ストリート・ダンサー